# Pingyao
Koordinaten: 37° 12′ N, 112° 9′ O

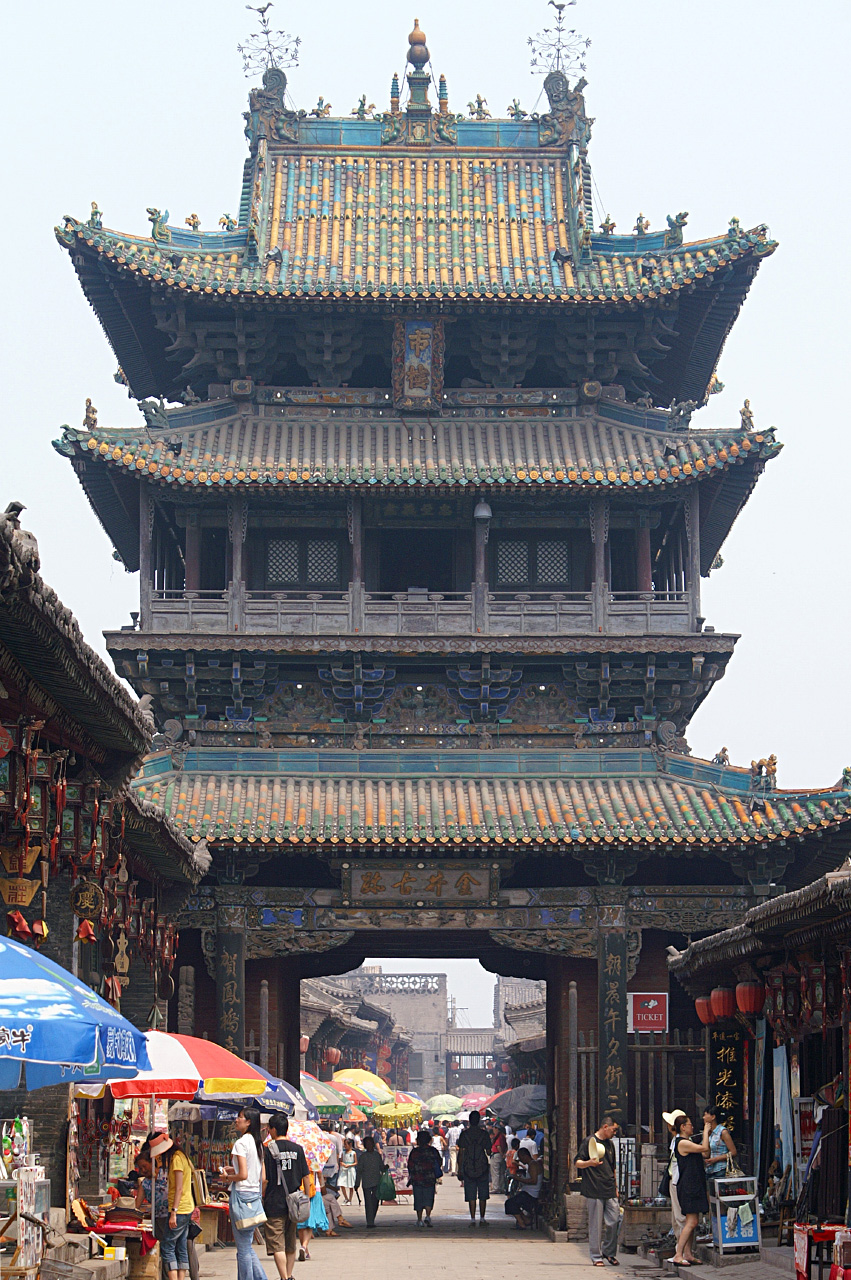
Marktturm/Glockenturm aus dem 14. Jahrhundert

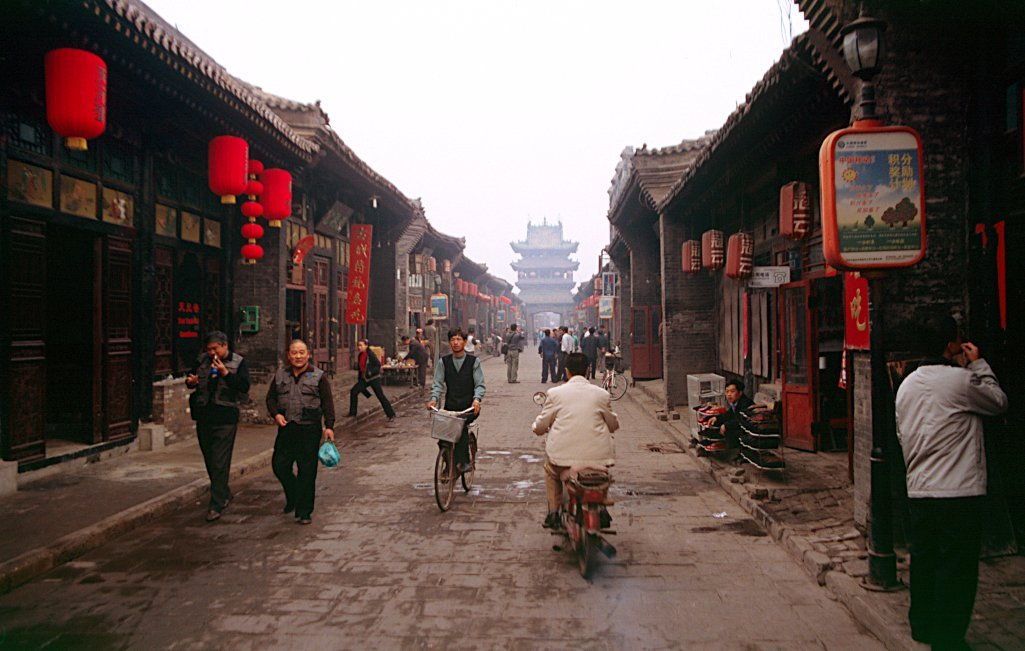
Nan Lu (Süd-Straße) mit dem Glockenturm

Pingyao (chinesisch 平遙 / 平遥, Pinyin Píngyáo) ist eine Mittelstadt in der Provinz Shanxi in China mit etwa 42.000 Einwohnern, rund 80 Kilometer südwestlich von der Provinzhauptstadt Taiyuan gelegen. Pingyao ist Hauptstadt des gleichnamigen Kreises. In Europa ist die Stadt vor allen Dingen wegen ihres mingzeitlichen Stadtbildes bekannt, das von der UNESCO auch im Jahre 1997 in die Liste des Weltkulturerbes aufgenommen wurde.

## Geografie
Pingyao liegt am östlichen Rand des nordchinesischen Lößplateaus, am Übergang des Beckens von Taiyuan in das Schwemmgebietes der Flüsse Hui Ji und Liu Gen. Das Klima ist kontinental geprägt, mit langen kalten Wintern und milden bis warmen Sommern. Westlich der Stadt fließt der Fluss Fen, einer der Zuflüsse des Huang He.
Den Hauptteil der Bevölkerung stellen Han-Chinesen, weitere Bevölkerungsgruppen sind Hui-Chinesen, Mandschu und Mongolen.

## Geschichte

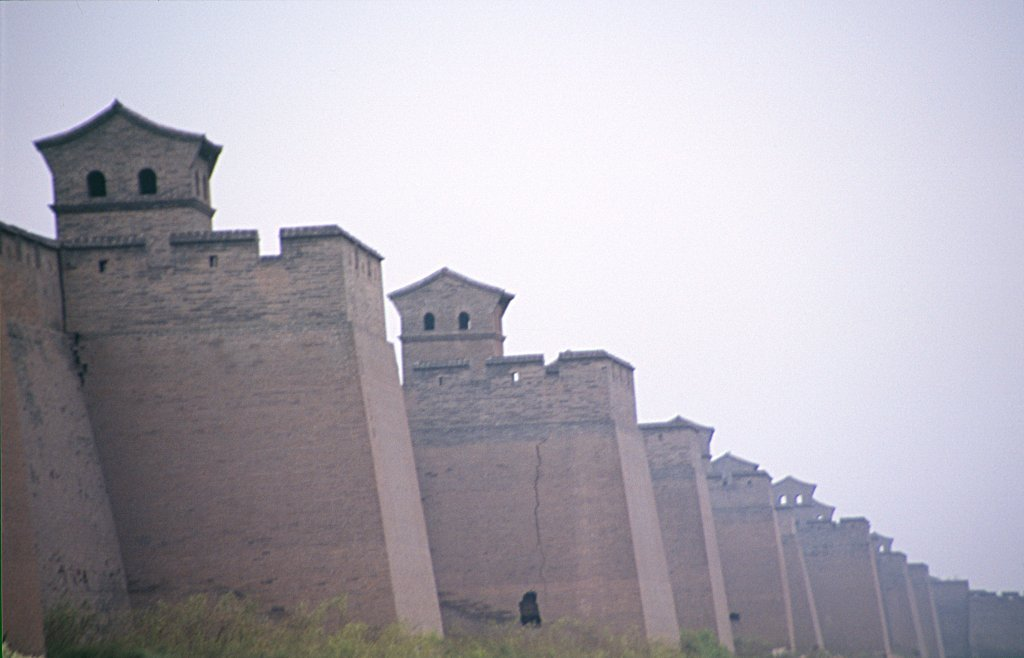
Stadtmauer

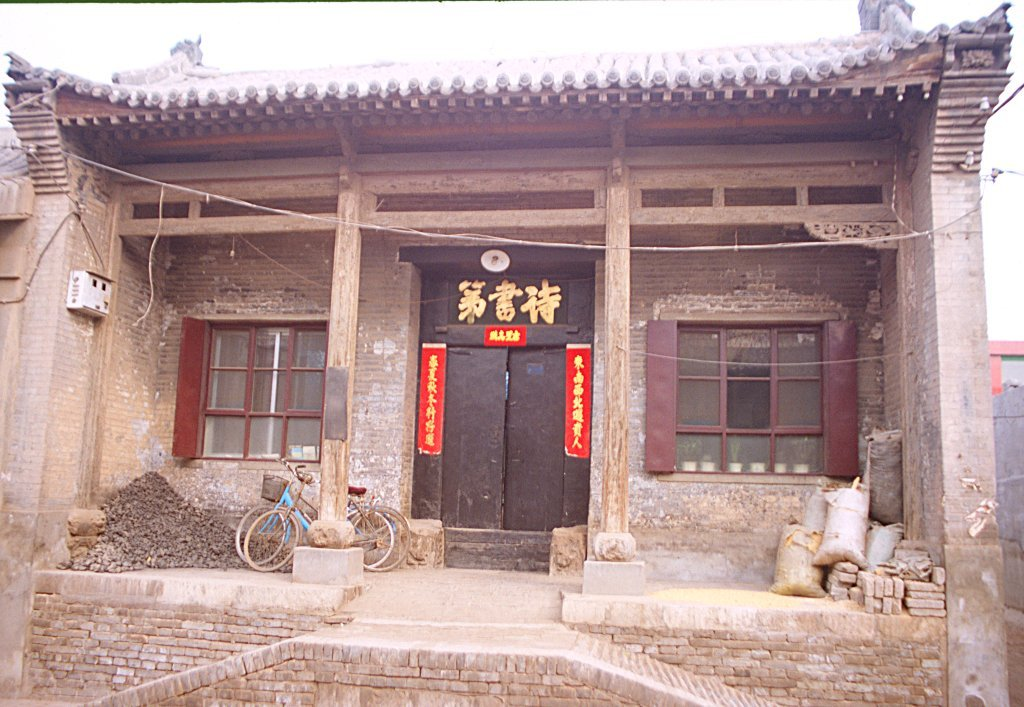
Ein Haus in der Altstadt

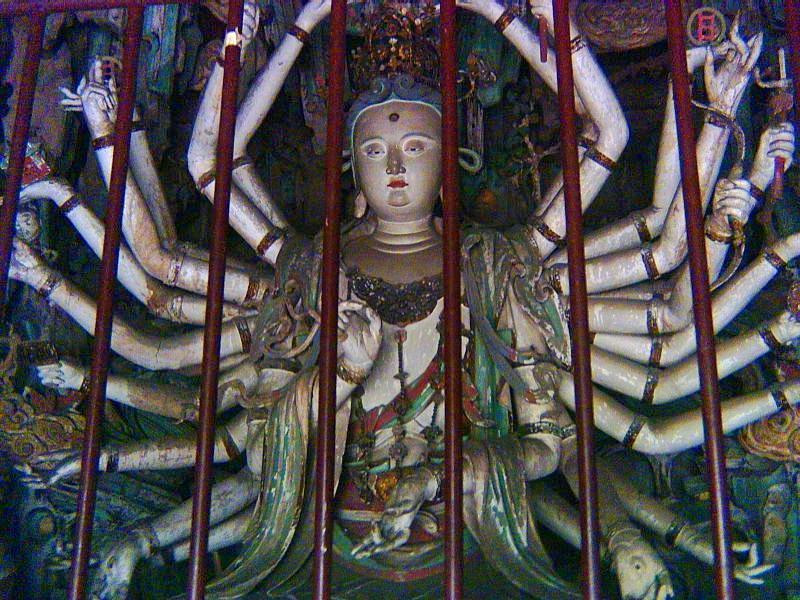
Statue der Guanyin im Kloster Shuanglin Si

Erste Nachweise menschlicher Besiedelung in der Region reichen bis in die Altsteinzeit zurück. Die Geschichte der Stadt selbst lässt sich bis in die Zeit der westlichen Zhou-Dynastie um die Wende vom 9. zum 8. vorchristlichen Jahrhundert zurückverfolgen. In diese Zeit fällt wohl auch die Errichtung eines Erdwalls als erste Stadtbefestigung. Zur Zeit der Frühlings- und Herbstannalen gehörte Pingyao zum Reich der Jin. In diese Zeit fällt auch die erste Erwähnung der Stadt unter dem Namen Zhongdu.
Nach mehreren Namenswechseln während der Qin- und Han-Zeit, erhielt die Stadt im Jahr 424 n. Chr. unter der Herrschaft der nördlichen Wei ihren endgültigen Namen Pingyao, den sie bis heute behalten hat. Seit der Einteilung Chinas in 36 Landkreise unter der Herrschaft des ersten Kaisers Qin Shi Huang Di im Jahr 221 vor Christus ist Pingyao auch Bezirkshauptstadt des gleichnamigen Bezirks. Während der Zeit der Fünf Dynastien und Zehn Königreiche wurde Pingyao im Jahr 960 während eines Krieges zwischen der nördlichen Song und der nördlichen Han-Dynastie erobert, geplündert und niedergebrannt.
1370, unter der Herrschaft des Ming-Kaisers Hongwu, wurde die Stadt wesentlich erweitert und die nun größere Stadtbefestigung als Mauer mit Erdkern errichtet. Seitdem entwickelte sich Pingyao durch die gesamte Zeit der Ming und Qing Dynastien zu einem Finanzzentrum Chinas und beherrschte in der zweiten Hälfte des 19. Jahrhunderts den chinesischen Finanzsektor. Durch den Aufstieg der chinesischen Küstenstädte im Zuge der wirtschaftlichen Einflussnahme der westlichen Kolonialmächte verlor Pingyao aber Ende des 19., Anfang des 20. Jahrhunderts seine Bedeutung insbesondere an Hongkong und Shanghai und erholte sich von diesem Bedeutungsverlust bis heute nicht. Durch die dadurch fehlende Finanzkraft und Bedeutung wurde Pingyao aber weitgehend von den Zerstörungen durch Modernisierung und Kulturrevolution verschont und konnte so seine historisch gewachsene Altstadt erhalten. Pingyao besitzt heute die längste vollständig erhaltene mingzeitliche Stadtmauer Chinas, die seit 1988 auf der Liste der  Denkmäler der Volksrepublik China steht, und weist noch eine Vielzahl historischer Hofhäuser auf. 1997 wurde Pingyao in das UNESCO-Weltkulturerbe aufgenommen.

## Pingyao Bilder

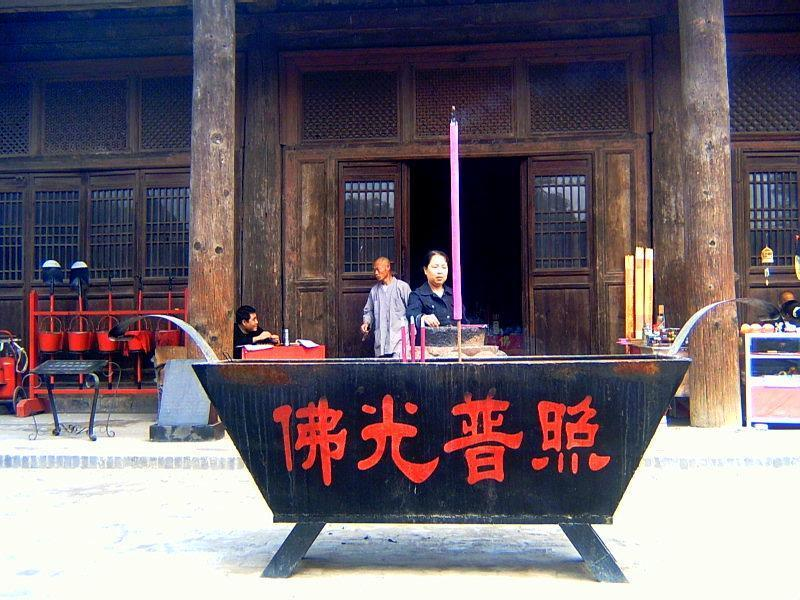
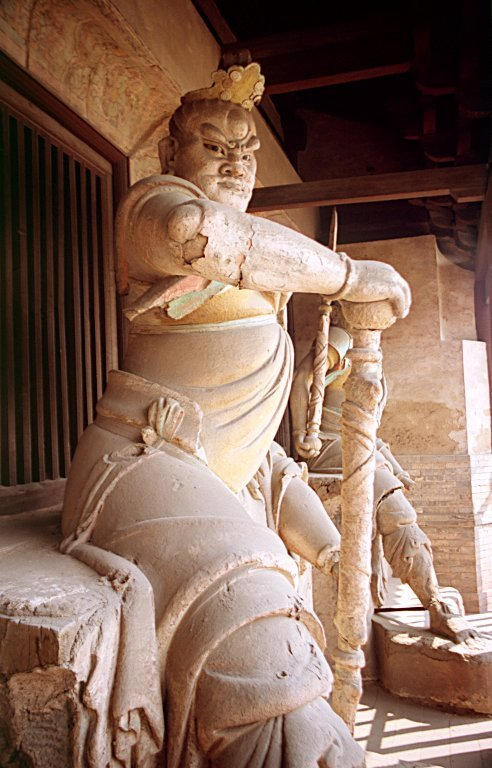
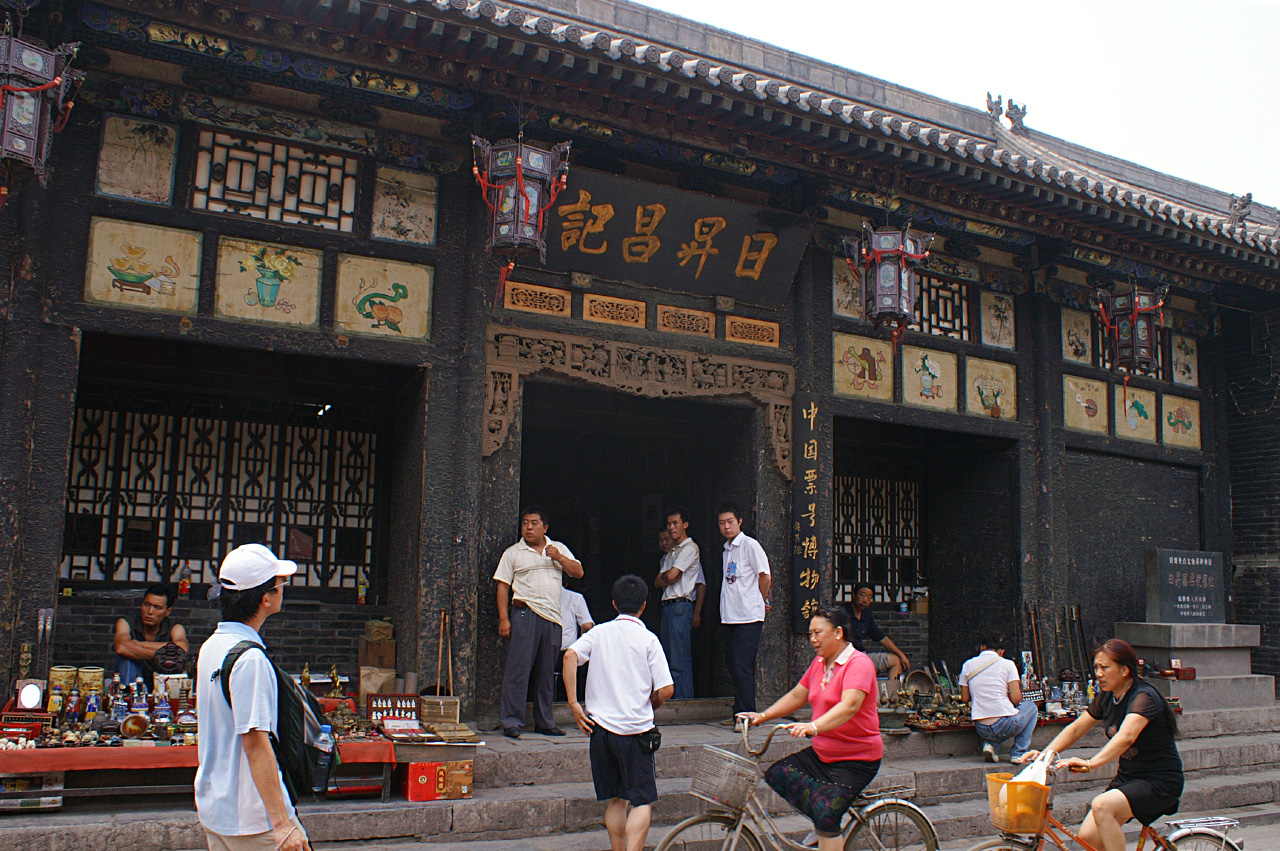
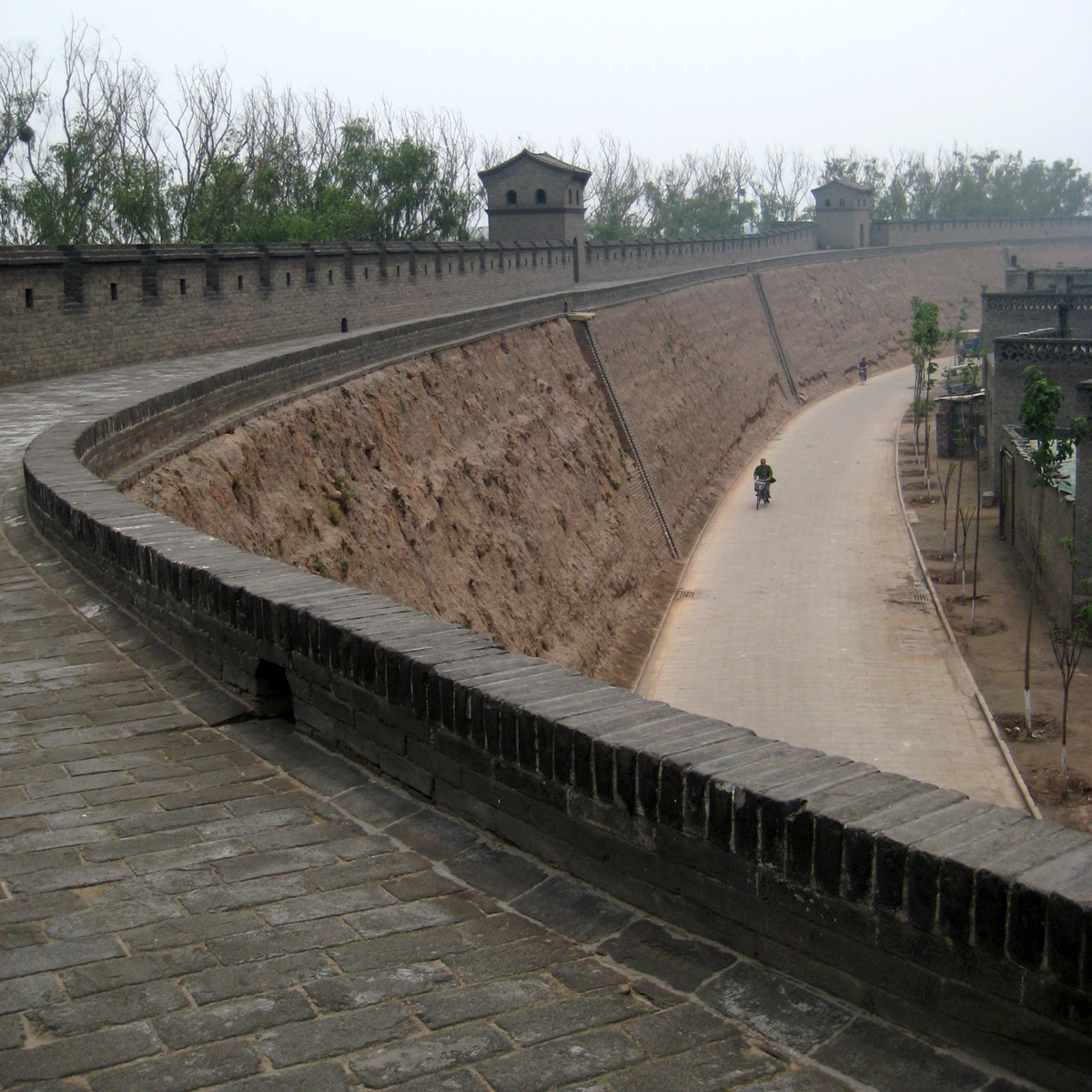
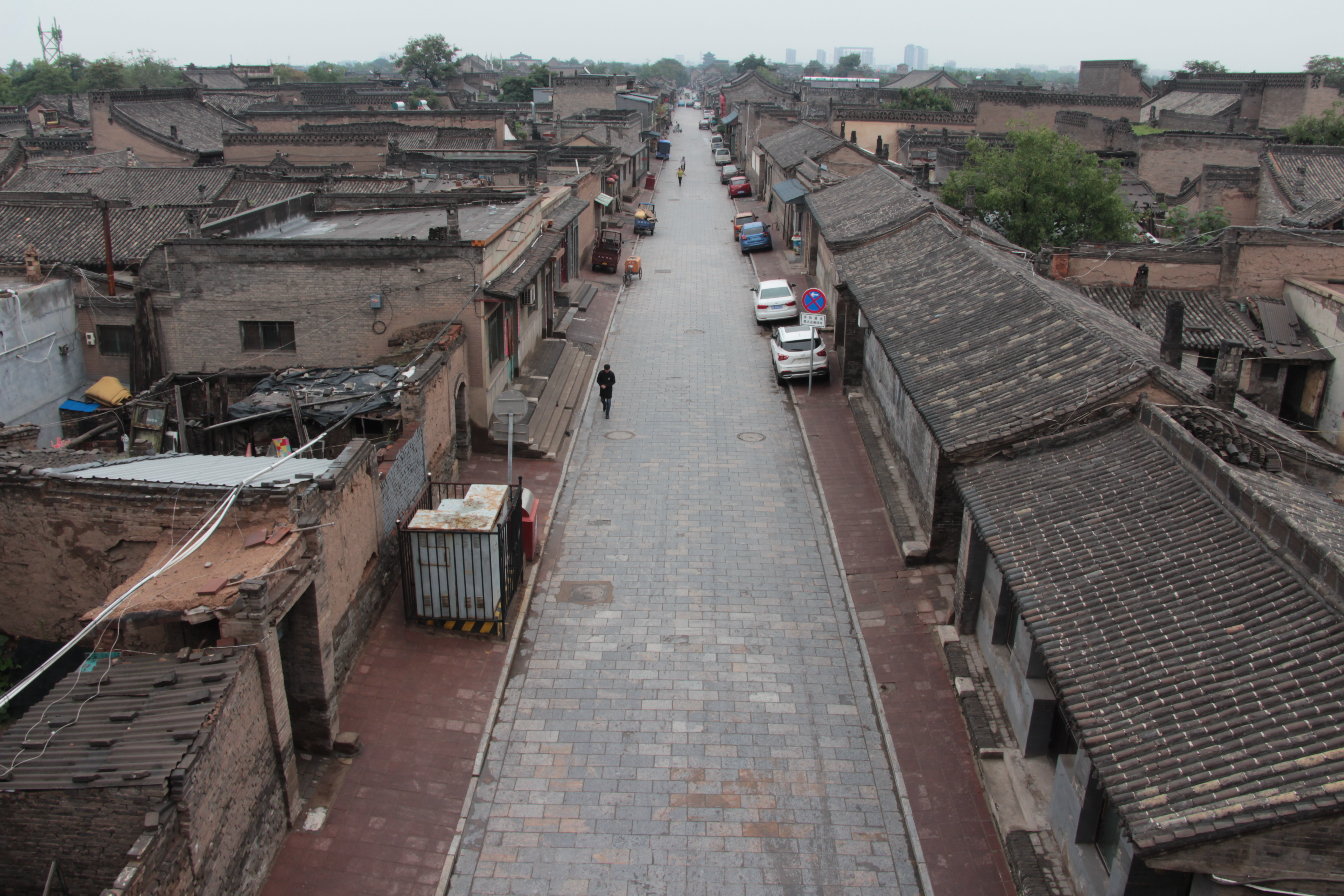

## Kreis Pingyao
Mit der Einteilung Chinas in Verwaltungsbezirke unter der Herrschaft des ersten Kaisers Qin Shi Huang Di wurde auch der Kreis Pingyao gegründet und die Stadt Pingyao zu seiner Hauptstadt erklärt. Der Kreis erstreckt sich über eine Fläche von 1.253 km2 und hat 450.697 Einwohner (Stand: Zensus 2020).